# Włodzimierz Rachmistruk

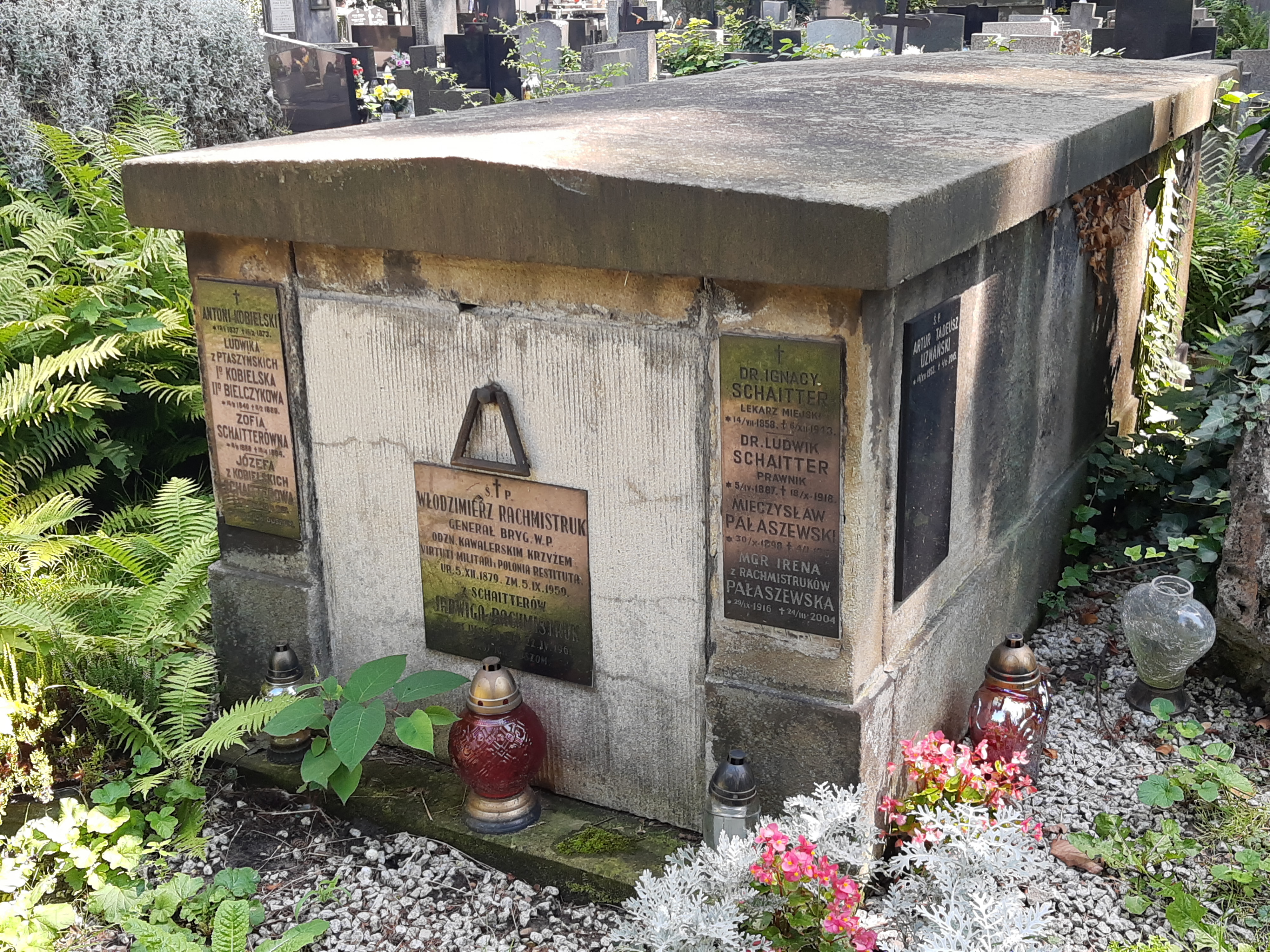
Grób gen. Włodzimierza Rachmistruka na cmentarzu Rakowickim

Włodzimierz Rachmistruk (ur. 5 grudnia 1879 w Werenczance, zm. 5 listopada 1959 w Tenczynku) – generał brygady Wojska Polskiego, kawaler Orderu Virtuti Militari.

## Życiorys
Urodził się 5 grudnia 1879 we wsi Werenczanka, w ówczesnym powiecie kocmańskim Księstwa Bukowiny, w rodzinie Jana, właściciela realności, i Marii z Łukaszewiczów. Od 1896 uczył się w seminarium nauczycielskim w Czerniowcach. 13 lipca 1900 zdał maturę i odbył (od 1 października 1901) obowiązkową jednoroczną służbę wojskową w c. i k. Armii. Na stopień podporucznika został mianowany ze starszeństwem z 1 stycznia 1903 w korpusie oficerów rezerwy piechoty. Posiadał przydział w rezerwie do Węgierskiego Pułku Piechoty Nr 43, który wówczas stacjonował w Wiedniu. W następnym roku został powołany do zawodowej służby wojskowej w stopniu podporucznika ze starszeństwem z 1 listopada 1904 w korpusie oficerów piechoty i wcielony do Węgierskiego Pułku Piechoty Nr 43, który został przeniesiony do serbskiej miejscowości Bela Crkva. Na stopień porucznika został mianowany ze starszeństwem z 1 listopada 1910. W tym samym roku został przeniesiony do Galicyjskiego Pułku Piechoty Nr 10 w Przemyślu. W 1911 został przydzielony do Szkoły Kadetów Piechoty w Łobzowie na stanowisko nauczyciela, pozostając oficerem nadetatowym IR. Nr 10.
W czasie I wojny światowej na froncie na Lubelszczyźnie. 14 listopada 1914 został ranny. 9 lutego 1915, po opuszczeniu szpitala, został przydzielony do batalionu zapasowego macierzystego pułku i wyznaczony na stanowisko komendanta szkoły jednorocznych ochotników i szkoły podoficerskiej. Od 29 lipca tego roku dowodził kolejno: 13 batalionem marszowym, kompanią i batalionem na froncie wołyńskim. Na stopień kapitana został mianowany ze starszeństwem z 1 marca 1915.
W Wojsku Polskim od 27 listopada 1918 roku, jako dowódca kompanii, a później dowódca batalionu zapasowego 15 pułku piechoty. Formalnie został przyjęty do Wojska Polskiego 30 września 1919 z zatwierdzeniem posiadanego stopnia kapitana ze starszeństwem od 1 marca 1915 i przydziałem do 15 pułku piechoty. 11 czerwca 1920 jako dowódca baonu zapasowego 15 pułku piechoty został zatwierdzony z dniem z 1 kwietnia 1920 w stopniu podpułkownika piechoty, w grupie oficerów byłej c. i k. Armii. 
Szczególnie odznaczył się 15 sierpnia 1920 w czasie walk, gdzie „rozbił linie bolszewickie i zdobył Sochocim. Dał też dowody męstwa w walkach pościgowych pod Zawadą, Popielczynem, Bobkowem, Sosnową Górą k. Ciechanowa gdzie został ranny w rękę i odesłany do szpitala”. 26 sierpnia 1920 dowódca 18 Dywizji Piechoty odznaczył go Orderem Virtuti Militari.
21 lipca 1920 objął dowództwo 145 pułku piechoty, który 5 marca 1921 został przemianowany na 72 pułk piechoty. W czasie manewru zaczepnego nad Wkrą dowodził przejściowo XXXVI Brygadą Piechoty. Ranny pod Ciechanowem. 26 października 1920 ponownie objął dowództwo 72 pułku piechoty i sprawował je do grudnia 1923. 
W 1921 ukończył kurs wyższych dowódców. 3 maja 1922 został zweryfikowany w stopniu pułkownika ze starszeństwem z dniem 1 czerwca 1919 i 100. lokatą w korpusie oficerów piechoty. Z dniem 10 grudnia 1923 został wyznaczony na stanowisko dowódcy piechoty dywizyjnej 10 Dywizji Piechoty w Łodzi. 17 marca 1927 został mianowany dowódcą 16 Dywizji Piechoty w Grudziądzu. 1 stycznia 1928 Prezydent RP Ignacy Mościcki nadał mu stopień generała brygady ze starszeństwem z dniem 1 stycznia 1928 i 5. lokatą w korpusie generałów.
Z dniem 31 grudnia 1932 roku, po uzyskaniu prawa do pełnego uposażenia emerytalnego, został przeniesiony w stan spoczynku. Osiadł w Grudziądzu, potem nabył resztówkę w Lipnie k. Laskowic na Pomorzu i gospodarował na roli. Po kampanii wrześniowej w październiku 1939 został aresztowany przez Niemców. Po zwolnieniu od listopada 1942 usunięty ze swej resztówki, zamieszkał w Tenczynku k. Krzeszowic, gdzie zmarł. Pochowany na cmentarzu Rakowickim w Krakowie (kwatera HB-zach-9 po prawej Kalinowskich).
Włodzimierz Rachmistruk był żonaty z Jadwigą z Schaitterów (1890–1961), z którą miał córki: Irenę Pałaszewską (1916–2004) i Jadwigę Uznańską (ur. 20 kwietnia 1918).

## Ordery i odznaczenia
- Krzyż Srebrny Orderu Wojskowego Virtuti Militari – 30 czerwca 1921[25][26][5]
- Krzyż Walecznych[5]
- Złoty Krzyż Zasługi (24 maja 1929)[27][5]
- Medal Pamiątkowy za Wojnę 1918–1921
- Medal Dziesięciolecia Odzyskanej Niepodległości
- Odznaka za Rany i Kontuzje z jedną gwiadką – 1 stycznia 1921
- pruski Krzyż Żelazny II klasy

austro-węgierskie
- Order Leopolda[28]
- Order Korony Żelaznej 3. klasy z dekoracją wojenną i mieczami
- Krzyż Zasługi Wojskowej 3 klasy z dekoracją wojenną i mieczami
- Brązowy Medal Zasługi Wojskowej Signum Laudis z mieczami na wstążce Krzyża Zasługi Wojskowej
- Krzyż Wojskowy Karola
- Krzyż Jubileuszowy Wojskowy[29]
- Medal Rannych